# لودون (نيوهامشير)
لودون (بالإنجليزية: Loudon, New Hampshire)‏ هي بلدة أمريكية تقع في الولايات المتحدة في مقاطعة ميريماك. يقدر عدد سكانها بـ 5,317 نسمة ومساحتها 123.0 كم2 وترتفع عن سطح البحر 113 متر.